# 한수에시아
한수에시아는 후두류 공룡의 한 속으로 백악기 후기에 살았다. 현재의 앨버타와 몬태나 주였던 지역에 살았으며 여기에 속한 종은 한수에시아 스테른베르기(Hanssuesia sternbergi) 하나다.
한수에시아는 원래 1943년에 바넘 브라운과 에리히 마렌 슐라이커에 의해 트로오돈 스테른베르기(Troodon sternbergi)라고 명명되었다. 2002년에 윌리엄슨과 카, 2005년에 라이언과 에반스에 의해 스테고케라스 속으로 옮겨져 S. sternbergi 가 되었다. 속명인 한수에시아는 로버트 설리반에 의해 2003년에 처음 명명되었고 모식종은 한수에시아 스테른베르기이다. H. sternbergi 의 표본은 7 개 (대부분 전두-두정골) 가 알려져 있으며 캐나다 앨버타의 벨리리버층군과 미국 몬태나주 공룡 공원 (Dinosaur Provincial Park) 내부의 공룡공원 층 (샹파뉴절 후기, 7650-7500만 년 전) 과 몬태나 주의 올드맨 층 (샹파뉴절 중기, 7750-7650만 년 전) 과 주디스강 층 (샹파뉴절 후기, 7650-7500만 년 전)에서 발견되었다.
다른 후두류 공룡들과 마찬가지로 한수에시아도 두꺼운 두개골 천장을 가지고 있었다. 하지만 한수에시아는 두정골(parietal)에 움푹 들어간 부분이 있고 전두-두정골의 돔과 콧구멍이 넓으며 전전두엽이 작고 인상골의 융기부가 작다는 특징을 가지고 있다.

## 참고 문헌
- Sullivan, RM. (2003). "Hanssuesia, the correct generic name for 'Hanssuessia' Sullivan, 2003". Journal of Vertebrate Paleontology 23(3):714